# Sinfonietta (Reger)
Pour les articles homonymes, voir Sinfonietta.
La Sinfonietta opus 90 est une symphonie de Max Reger. Composée en 1904, elle est créée le 8 octobre 1905 à Essen sous la direction de Felix Mottl.

## Structure
1. Allegro moderato (quasi allegretto)
2. Allegro vivace
3. Larghetto
4. Allegro con spirito

- Durée d'exécution: quarante minutes